# Operation Northwoods

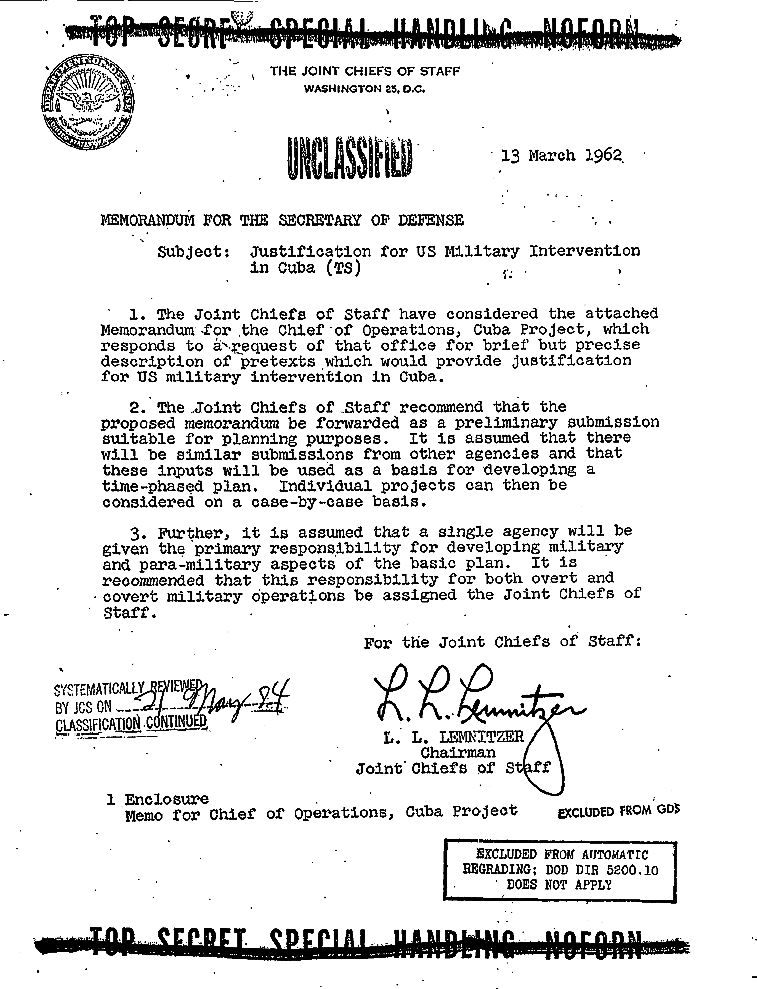
Operation Northwoods Memoranda.

Operation Northwoods var en amerikansk plan vilken ämnade att agera under falsk flagg utarbetad 1962, undertecknad av försvarschefen general Lyman Lemnitzer, för att legitimera att med militära medel attackera Kuba och avsätta Fidel Castro. I planen ingick bland annat att starta en skenbart "kubansk" "kommunistisk" terrorkampanj i Miami. I planen ingick även operationer , vilka innebär iscensatta terrorangrepp som USA:s regering själva skulle utföra mot sina egna medborgare, samt civila och militära mål med hjälp av CIA. Planen undertecknades av JCS (Joint Chiefs of Staff), CIA (central intelligence agency). Planen utfördes aldrig eftersom den dåvarande presidenten John F Kennedy som senare blev mördad vägrade att skriva på.

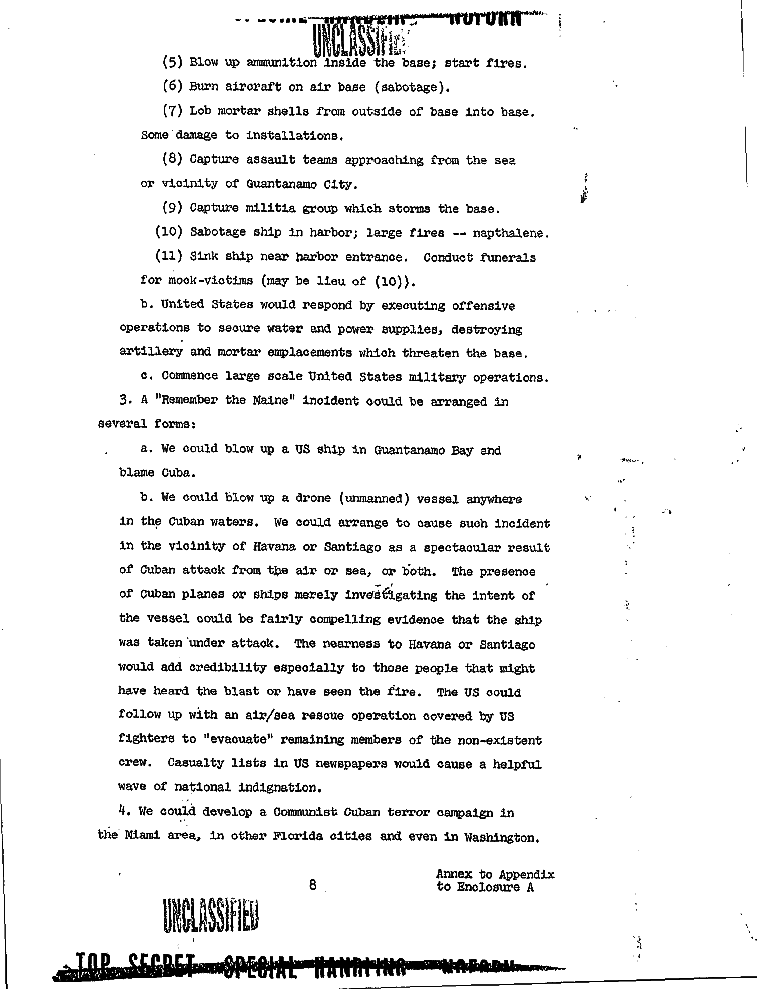
Operation Northwoods Memoranda.

James Bamford, författaren till boken Body of Secrets, skrev 2001 att planen "kan vara den mest korrupta planen någonsin skapad av den amerikanska regeringen".